# Хмельове (Євпаторійський район)
Хмельове́ (до 1945 року — Сади́р-Бага́й, крим. Sadır Bağay) — село Євпаторійського району Автономної Республіки Крим. Розташоване на сході району.
Відстань від райцентру до населеного пункта становить 37 кілометрів по прямій.